# Val-d'Or
Val-d'Or è un comune del Canada, situato nella provincia del Québec, nella regione di Abitibi-Témiscamingue.